# Кумтіим
Кумтіи́м (каз. Құмтиым) — село у складі Сауранського району Туркестанської області Казахстану. Входить до складу Карашицького сільського округ.
Населення — 1645 осіб (2021; 1038 у 2009, 1269 у 1999, 801 у 1989).